# John Conte (Schauspieler)
John Conte (* 15. September 1915 in Palmer, Massachusetts, Vereinigte Staaten; † 4. September 2006 in Rancho Mirage, Kalifornien) war ein US-amerikanischer Schauspieler und Moderator.

## Leben und Karriere
Conte, gelernter Tänzer, begann seine Schauspielkarriere in den 1930er-Jahren und war bis in die 1960er Jahre hinein aktiv. Als Theaterschauspieler war er längere Zeit beim Pasadena Playhouse und auch am Broadway aktiv, hier 1947 in der Originalproduktion des Musicals Allegro. Auf der Bühne spielte neben Showgrößen wie Edward G. Robinson, George Burns und Gracie Allen, in den 1940er-Jahren trat er auch häufiger in der Radioshow von Burns und Allen auf. Seit den 1930er-Jahren stand er auch für Kinofilme vor der Kamera, allerdings ohne hier den großen Durchbruch zu erzielen. Seine vielleicht bekannteste Filmrolle spielte er 1955 mit dem Film Der Mann mit dem goldenen Arm unter Regie von Otto Preminger.
Erste Moderationserfahrungen sammelte Conte in den 1930er- und 1940er-Jahren als Radioansager, unter anderem bei der CBS-Radioshow Silver Theater. In den 1950er Jahren fokussierte Conte sich auf das neue Medium Fernsehen, wo er in den 1950er-Jahren der Gastgeber verschiedener Fernsehserien wurde – darunter am bekanntesten das Matinee Theatre (1955–1959). Als Schauspieler absolvierte er zudem Gastauftritte in bekannten Serien wie Perry Mason und Bonanza. 
In den 1960er-Jahren ließ er seine Schauspielkarriere ausklingen und gründete 1968 gemeinsam mit seiner Ehefrau Sirpuhe Philibosian den Fernsehsender KMIR-TV, einen regionalen Fernsehsender für das Coachella Valley. Der Sender entwickelte sich zu einem Erfolg und das Ehepaar blieb bis 1999 Inhaber von KMIR, als sie ihn aus Altersgründen verkauften.

## Filmografie (Auswahl)
- 1932: Der Schrei der Menge (The Crowd Roars)
- 1938: Campus Confessions
- 1939: Ich war ein Spion der Nazis (Confessions of a Nazi Spy, Stimme von Radio Announcer)
- 1939: Indianapolis Speedway
- 1939: Todesangst bei jeder Dämmerung (Each Dawn I Die)
- 1939: Our Neighbors – The Carters
- 1943: Nacht der tausend Sterne (Thousands Cheer)
- 1944: Abenteuer im Harem (Lost in a Harem)
- 1946: Eine Lady für den Gangster (Nobody Lives Forever)
- 1948–1951: Westinghouse Studio One (Fernsehserie, 3 Folgen)
- 1950: Van Camp’s Little Show (Fernsehshow, Gastgeber)
- 1955: Der Mann mit dem goldenen Arm (The Man with the Golden Arm)
- 1955: Max Liebman Presents: The Merry Widow (Fernsehfilm)
- 1955–1959: Matinee Theater (Fernsehshow, Gastgeber)
- 1958: Mantovani (Fernsehshow, Gastgeber)
- 1960: Die Unbestechlichen (The Untouchables, Fernsehserie, Folge 2x08)
- 1960–1965: Perry Mason (Fernsehserie, 5 Folgen)
- 1961: 77 Sunset Strip (Fernsehserie, 2 Folgen)
- 1962: Trauma
- 1964: Die Unersättlichen (The Carpetbaggers)
- 1965: Bonanza (Fernsehserie, Folge 6x31)
- 1972: The ABC Afternoon Playbreak (Fernsehserie, Folge 1x01)